# Гега, Лири
Лири Гега (алб. Liri Gega; 1918, Гирокастра — 1956, неизвестно) — албанская коммунистка, член Политбюро ЦК Компартии Албании в 1941—1944. В НРА возглавляла женское антифашистское движение. Была женой генерала Дали Ндреу. Выступала в поддержку «хрущёвской оттепели». За участие в попытке сместить Энвера Ходжу арестована и, несмотря на беременность, расстреляна вместе с мужем.

## Подпольщица и партизанка
Родилась в состоятельной семье земляков Энвера Ходжи. В 1940 окончила Педагогический институт королевы-матери в Тиране. Прониклась коммунистическими взглядами, состояла в корчинской подпольной коммунистической группе (наряду с Энвером Ходжей, Кочи Дзодзе, Неджмие Джуглини, Фикирете Санджактари).
В 1941 Лири Гега вступила в Коммунистическую партию Албании (с 1948 — Албанская партия труда, АПТ). До 1944 состояла в Политбюро ЦК. Участвовала в партизанском движении.

## Деятель женского движения
После прихода коммунистов к власти в Албании Лири Гега была избрана депутатом Народного собрания. Состояла в руководстве нескольких женских организаций, возглавляла женское антифашистское движение.
Даже после 1948, когда в результате советско-югославского раскола режим Энвера Ходжи порывал с Югославией и обрушил репрессии на «титовцев», Лири Гега не скрывала симпатий к югославским коммунистам и прежних связей с Кочи Дзодзе и его сторонниками.
В 1946 году Лири Гега вышла замуж за генерала Дали Ндреу. В браке имела дочь Ладвие 1948 года рождения. Служила в администрации системы образования.

## Оппозиционерка
С середины 1950-х годов, особенно в 1956, под влиянием XX съезда КПСС, в АПТ возникло оппозиционное течение. Некоторые партийные функционеры стали высказываться в пользу замедления темпов индустриализации и коллективизации, большего внимания уровню жизни масс, «демократизации партийной жизни». Ставился вопрос о реабилитации «титовцев». Главными сторонниками «хрущёвской оттепели» в Албании являлись бывший министр внутренних дел и финансов Тук Якова (один из основателей албанской компартии) и секретарь ЦК Лири Белишова. В тайный политический контакт с ними вступили генералы Дали Ндреу и Панайот Плаку. К этой группе принадлежала и Лири Гега.
Выступление против Энвера Ходжи и Мехмета Шеху было запланировано на конференции парторганизации Тираны в апреле 1956 года, через два месяца после XX съезда КПСС. Значительная часть делегатов настроилась поддержать генералов Плаку и Ндреу. Однако эти планы стали известны министру обороны Бекиру Балуку и министру внутренних дел Кадри Хазбиу, начальнику Сигурими. Выступления оппозиционеров были пресечены, 27 делегатов арестованы, конференция объявлена «югославским заговором». Панайот Плаку бежал в Югославию, где в 1957 был убит агентами Сигурими. Тук Якова приговорён к 20 годам заключения и в 1959 умер в тюрьме. Лири Белишова интернирована в 1960.

## Казнь
Лири Гега была арестована вместе с мужем. Ей предъявили обвинения в заговоре с целью захвата власти, дискредитации партийно-правительственного руководства, связях с югославской разведкой. На следствии она вела себя стойко, подтверждала своё негативное отношение к партийным руководителям — «не только по политическим причинам, но и из-за их личной безнравственности, безразличия к простым человеческим проблемам».
В 1982 году экс-министр внутренних дел Кадри Хазбиу был обвинён в заговоре против Энвера Ходжи. Ему, в частности, вменялись связи с Ндреу и Гегой. Хазбиу дал затребованные следствием показания, будто он обещал сохранить им жизнь. Если это обещание действительно имело место, оно оказалось обманом.
Суд приговорил Дали Ндреу и Лири Гегу к смертной казни. Приговор не был смягчён, несмотря на беременность Лири. На обращение Никиты Хрущёва последовал отказ Энвера Ходжи. В декабре 1956 года (точная дата и место остаются неизвестны) Лири Гега и Дали Ндреу были расстреляны.
Казнь мужа и беременной жены — тройное убийство — вызвала возмущение в советском руководстве. Вскоре из НРА был отозван посол СССР Леонид Крылов.

## Память
В современной Албании Лири Гега, несмотря на коммунистические взгляды, причисляется к борцам против диктатуры.
По воспоминаниям Ладвие Мерлики (урождённая Ндреу), Лири Гега была заботливой матерью и отличалась добродушным характером. Её увлечением являлась кулинария, особенно приготовление пирогов с лапшой.